# 锡拉罗新村
锡拉罗新村（義大利語：Villanova del Sillaro），是意大利洛迪省的一个市镇。总面积13平方公里，人口1809人，人口密度139.2人/平方公里（2009年）。ISTAT代码为098060。